# Энциклопедия русского авангарда (2013—2014)
«Энциклопе́дия ру́сского аванга́рда» — печатная энциклопедия о русском авангарде в 3-х томах (3-й том состоит из двух полутомов) под редакцией Андрея Сарабьянова и Василия Ракитина, изданная в 2013—2014 годах в Москве.

## Описание
На данный момент «Энциклопедия русского авангарда» является самым полным и масштабной энциклопедией по истории русского авангарда: более 1 200 энциклопедических статей, порядка 4 000 иллюстраций, авторский коллектив, состоящий из 238 ведущих специалистов в своих областях, а также 88 зарубежных и российских музеев, предоставивших изображения. В издании впервые опубликованы биографии нескольких десятков ранее неизвестных художников-авангардистов, уникальные архивные документы и редкие фотографии.
1-й и 2-й том Энциклопедии систематизируют и обобщают все главные знания об участниках авангардного движения первой половины XX в.: художниках, архитекторах, фотографах, литераторах, драматургах и др. Открывают ряд ранее неизвестных имен и произведений этого периода. Содержат порядка 700 биографий авангардистов и фигур, имевших первостепенное значение для становления и развития русского авангарда.
3-й том Энциклопедии, состоящий из 2-х книг, обращен к истории и теории авангарда. Содержит более 500 статей, посвященных идеям, понятиям, школам, течениям, выставкам и многому другому, без чего невозможно понимание авангарда. В двух книгах 3-го тома определяется исторический и концептуальный контекст существования участников авангардного движения, чьи биографии приведены в 1-м и 2-м томах издания.
В 2017 году информация из всех трех томов фундаментального издания перенесена в интернет, и запущена электронная версия энциклопедии. Часть статей открыта и доступна без ограничений, другая часть, а также расширенный поиск доступны по подписке. На данный момент Энциклопедия русского авангарда — это издательский и культурный проект, направленный на популяризацию русского авангарда. Среди направлений его деятельности выставочные проекты, реставрация, публичные и образовательные программы, конференции, круглые столы, кураторская школа и другие культурно-просветительские инициативы.